# Ingella Station
Ingella Station — метеорит-хондрит масою 50000 грам.